# Baoshi, Inre Mongoliet
Baoshi (kinesiska: 宝石, 宝石镇) är en köping i Kina. Den ligger i den autonoma regionen Inre Mongoliet, i den norra delen av landet, omkring 950 kilometer nordost om regionhuvudstaden Hohhot. Antalet invånare är 38 276. Befolkningen består av 18 748 kvinnor och 19 528 män. Barn under 15 år utgör 15,0 %, vuxna 15-64 år 77 %, och äldre över 65 år 6,0 %.
Runt Baoshi är det ganska tätbefolkat, med 65 invånare per kvadratkilometer. Trakten runt Baoshi består i huvudsak av gräsmarker.
Genomsnittlig årsnederbörd är 645 millimeter. Den regnigaste månaden är juli, med i genomsnitt 202 mm nederbörd, och den torraste är januari, med 4 mm nederbörd.